# Albert Delatour
Albert Alfred Delatour, né à Brienne-Napoléon (aujourd'hui Brienne-le-Château) dans l'Aube le 7 juillet 1858 et mort le 5 mars 1938 dans le 8e arrondissement de Paris, est un économiste français de l'école libérale.

## Biographie

### Jeunesse et études
Il suit des études à l'École libre des sciences politiques. Il y est élève au sein d'une conférence de méthode d'économie dont les enseignants sont Léon Say, Alfred de Foville, René Stourm et Auguste Arnauné.

### Parcours au sein de la fonction publique
Il entre dans l'administration des finances comme surnuméraire en juin 1879.
En 1891, parallèlement à sa carrière universitaire, il devient chef adjoint du cabinet du ministre des Finances. En février 1894, il devient directeur  du  personnel  au  ministère  des  Finances, mais ne conserve ce poste que quatre mois, étant ensuite appelé à la Direction  du Mouvement général des fonds.
Il obtient le statut de Conseil d'État en service extraordinaire en 1895. En février 1898, il devient directeur général de l'Administration des Contributions indirectes.
Il est directeur de la Caisse des dépôts et consignations entre 1900 et 1925.

### Parcours universitaire
Professeur d'économie politique à l'ESCP Business School, il enseigne aussi à l'École libre des sciences politiques, dont il devient président de l'Association des anciens élèves. Dans les années 1930, il est membre de son conseil d'administration. Il est également membre de la Société d'économie politique et membre  honoraire de la Royal  Statistical Society et de la Société hongroise de statistique.
Il est membre l'Institut international de statistique à partir de 1891, parrainé par Alfred de Foville et Alfred Neymarc, puis en devient le président entre 1920 et 1931. Il en est président honoraire à la fin de sa vie.
Libéral, il est connu surtout pour son ouvrage sur Adam Smith, Adam Smith, sa vie, ses travaux, ses doctrines, paru en 1886. Il est élu membre de l'Académie des sciences morales et politiques en 1912.
Albert Delatour est l'auteur de l'article Impôt du Dictionnaire des finances de Léon Say et des articles Caisse des dépôts et consignations, Caisse nationale de retraites pour la vieillesse, Caisses nationales d'assurances en cas de décès et en cas d'accidents du Dictionnaire de l'administration française de Maurice Block. Il est le biographe de Gabriel Monod.